# Timberlake (Virgínia)
Timberlake é uma Região censo-designada localizada no estado norte-americano de Virginia, no Condado de Campbell.

## Demografia
Segundo o censo norte-americano de 2000, a sua população era de 10.683 habitantes.

## Geografia
De acordo com o United States Census Bureau tem uma área de
23,0 km², dos quais 22,8 km² cobertos por terra e 0,2 km² cobertos por água.

## Localidades na vizinhança
O diagrama seguinte representa as localidades num raio de 24 km ao redor de Timberlake.